# Greenphone
GreenphoneとはTrolltechがGUIとほとんどフリーやオープンソースソフトウェアを使っているLinuxを組み込んだアプリケーションプラットフォームであるQtopia Phone Editionで開発したスマートフォンである。
携帯電話内のプロプライエタリソフトウェアにはコミュニケーションズスタックとパッケージマネージャが含まれているが、TrolltechはこれらをGPLライセンスのQtopiaバージョン4.3で推し進めることでGreenphoneでプロプライエタリコンポーネントを使わないようにした。
2007年10月22日、TrolltechはGreenphoneの在庫全ての販売を完了、そしてQtopiaプラットフォームの宣伝、開発者の興味を引き出す目標を達成したことを理由に以後販売はしないことを発表。Neo FreeRunnerの開発に注目するとした。TrolltechはまたQtopia GreenphoneコミュニティやNeo 1973のような別のハードウェアのサポートを続けるとしている。